# Antar patagoński
Antar patagoński, kłykacz (Dissostichus eleginoides) – ryba z rodziny nototeniowatych, występująca głównie w wodach Subantarktyki, u wybrzeży Argentyny, Falklandów, Georgii Południowej i Wysp Kerguelena.
Jest to największa ryba z tego obszaru. Średnia waga łowionych komercyjnie antarów patagońskich wynosi w zależności od łowiska 7–10 kg, jednak czasami wyławiane są dorosłe osobniki przekraczające 100 kg. Uważa się, że żyją do 50 lat i osiągają długość do 215 cm, choć 70 cm jest typowym rozmiarem. Żyją w zimnych wodach (1–4°C) na głębokości 45–3850 m.
Jego połowy mają spore znaczenie gospodarcze. Mięso sprzedaje się w takich krajach, jak Argentyna, Stany Zjednoczone i Urugwaj, gdzie jest względnie tanie, oraz w Japonii, gdzie jest drogie (jest używane również do sushi). Istnieją sprzeczne informacje dotyczące nielegalnych połowów. Niektórzy szacują je na pięciokrotnie większe od legalnych.